# ディス・イズ・ゴスペル
「ディス・イズ・ゴスペル」（This Is Gospel）は、アメリカ合衆国のポップ・ロック・バンドであるパニック!アット・ザ・ディスコの楽曲。2013年8月12日にフュエルド・バイ・ラーメンおよびディケイダンス・レコードから4作目のスタジオ・アルバム『生かしておくには型破り過ぎるが、殺すにはレアすぎる!』からの第2弾シングルとして発売された。『ビルボード』誌のHot Rock Songsで最高位12位を記録した。

## 背景・曲の構成
「ディス・イズ・ゴスペル」の作詞作曲はブレンドン・ユーリー、ダロン・ウィークス、ジェイク・シンクレアの共作。歌詞はアルコールと処方薬依存と闘うドラマーのスペンサー・スミスを題材としており、『ビルボード』誌のインタビューでユーリーは「俺は今後のバンドの行き先や、今後の友人関係について本当に不安になった。スペンサーと彼の健康状態について俺はこれからどうなってしまうのか本当に怖かったんだ。この曲を書いた時、自分自身や彼に対して腹を立てていた。『どうして俺は何もできないのか？俺はどうしてしまったんだ？一体どうしちゃったんだ？』という感じにね」と語っている。メロディはユーリーが自宅で飼育している犬に向けて歌ったフレーズに由来している。
曲のジャンルはエレクトロ・ポップ、パワー・ポップ、エモと見なされている。曲は心臓の鼓動から始まり、ヴォコーダーを使用したボーカルによるヴァースを経て、コーラスでバンドサウンドに転換する。

## ミュージック・ビデオ
「ディス・イズ・ゴスペル」のミュージック・ビデオは、2013年8月12日にYouTube上でプレミア公開された。監督はダニエル・“クラウド”・カンポスが務めた。ビデオはユーリーが病院に運ばれるシーンから始まり、外科医によって手術台に抑えつけられたり、黒のスーツ姿で埋葬されるシーンで構成され、ユーリーが死に魂が天に昇るシーンでビデオが終わる。2015年に公開された「裸の王様」のミュージック・ビデオは本作の続編、2018年に公開された「セイ・アーメン（サタデー・ナイト）」のミュージック・ビデオは本作の前編として制作された。
2014年5月14日には本作のピアノバージョンのミュージック・ビデオが公開された。ビデオはユーリーが1人でピアノを弾きながら歌う姿で構成され、曲のコーラスに入ったところからピアノの上にフルーツループ、ピクルス、フライドチキンなど大量の食べ物が降ってくる演出が加わる。ビデオは演奏が終わり、ピアノから立ち去るユーリーが青と紫の液体によってずぶ濡れになるところで終わる。ピアノバージョンの音源は、2017年に発売された7インチシングル『ある独身男の死』のB面に収録された。

## 評価
『ビルボード』誌が発表した「（評論家が選んだ）史上最高のパニック！アット・ザ・ディスコの楽曲10選」では第1位を獲得した。『オルタナティヴ・プレス』誌のホイットニー・シューメイカーは、「2010年代を定義する最高のエモ・ソング」の1つとして本作を挙げた。
『PopBuzz』のジェームズ・ウィルソン＝テイラーは、2018年1月時点でパニック!アット・ザ・ディスコが発表した全71曲（カバー曲やコラボ曲を除く）を対象としたランキングで第3位に本作を選出した。なお、ウィルソン＝テイラーはピアノバージョンの方が依存症と向き合うスミスから着想を得た歌詞が効果的に伝わってくると評している。

## チャート成績

### 週間チャート
| チャート (2013年)                         | 最高位 |
| ----------------------------------------- | ------ |
| カナダ (Canadian Hot 100)                 | 95     |
| UK ロック・アンド・メタル (OCC)           | 3      |
| US Billboard Hot 100                      | 87     |
| US Rock & Alternative Airplay (Billboard) | 45     |
| US Hot Rock Songs (Billboard)             | 12     |

### 年間チャート
| チャート (2013年)             | 順位 |
| ----------------------------- | ---- |
| US Hot Rock Songs (Billboard) | 87   |

## 認定
| 国/地域                          | 認定        | 認定/売上数 |
| -------------------------------- | ----------- | ----------- |
| カナダ (Music Canada)            | Gold        | 40,000      |
| イギリス (BPI)                   | Gold        | 400,000     |
| アメリカ合衆国 (RIAA)            | 3× Platinum | 3,000,000   |
| 認定のみに基づく売上数と再生回数 |             |             |